# Eparchia del Cairo dei Siri
L'eparchia del Cairo dei Siri (in latino Eparchia Cahirensis Syrorum) è una sede della Chiesa cattolica sira in Egitto immediatamente soggetta alla Santa Sede. Nel 2021 contava 1.530 battezzati. È retta dall'eparca Elie Joseph Warde.

## Territorio
L'eparchia estende la sua giurisdizione sui fedeli della Chiesa cattolica sira dell'Egitto.
Sede eparchiale è la città del Cairo (distretto di Daher), dove si trova la cattedrale del Rosario.
Il territorio è suddiviso in 3 parrocchie: una ad Alessandria (Sacro Cuore) e due al Cairo (Santa Caterina a Heliopolis e la cattedrale).

## Storia
Una presenza di siro-cattolici, costituita per lo più di immigrati dalla Siria e dalla Mesopotamia, è attestata in Egitto fin dalla fondazione della Chiesa cattolica sira negli ultimi decenni del XVII secolo. Agli inizi del XIX secolo la comunità era servita da un numeroso gruppo di sacerdoti siro-cattolici, tra cui il futuro patriarca Ignazio Giorgio V Chelhot.
Tra il 1850 e il 1851 fu costruita una prima chiesa siro-cattolica dedicata a Sant'Elia nel quartiere Mousky del Cairo, mentre un'altra chiesa, l'odierna cattedrale, si aggiunse nel 1904 nel quartiere Daher.
Nel 1895 il Santo Sinodo della Chiesa cattolica sira eresse in Egitto due vicariati patriarcali con sede al Cairo e ad Alessandria. Il 3 dicembre 1965 i due vicariati patriarcali furono uniti per costituire una nuova eparchia con giurisdizione su tutti i fedeli siro-cattolici residenti in Egitto.
L'eparca, in passato, è stato anche protosincello del patriarcato di Antiochia dei Siri per i territori di Sudan e Sudan del Sud.

## Cronotassi dei vescovi
Si omettono i periodi di sede vacante non superiori ai 2 anni o non storicamente accertati.
- Basile Pierre Habra † (3 dicembre 1965 - 16 agosto 1977 deceduto)
- Basile Moussa Daoud † (2 luglio 1977 - 1º luglio 1994 nominato arcieparca di Homs)
- Clément-Joseph Hannouche † (24 giugno 1995 - 9 aprile 2020 deceduto)
  - Sede vacante (2020-2022)[1]
- Elie Joseph Warde, dal 12 maggio 2022

## Statistiche
L'eparchia nel 2021 contava 1.530 battezzati.
| anno | popolazione | popolazione | popolazione | presbiteri | presbiteri | presbiteri | presbiteri                | diaconi | religiosi | religiosi | parrocchie |
| anno | battezzati  | totale      | %           | numero     | secolari   | regolari   | battezzati per presbitero | diaconi | uomini    | donne     | parrocchie |
| ---- | ----------- | ----------- | ----------- | ---------- | ---------- | ---------- | ------------------------- | ------- | --------- | --------- | ---------- |
| 1969 | 3.000       | ?           | ?           | 5          | 5          |            | 600                       |         |           | 3         | 3          |
| 1980 | 2.205       | ?           | ?           | 5          | 5          |            | 441                       | 1       |           | 3         | 3          |
| 1990 | 2.275       | ?           | ?           | 4          | 4          |            | 568                       |         |           | 2         | 4          |
| 1999 | 1.763       | ?           | ?           | 4          | 4          |            | 440                       |         |           |           | 3          |
| 2000 | 1.718       | ?           | ?           | 3          | 3          |            | 572                       |         |           |           | 3          |
| 2001 | 1.709       | ?           | ?           | 3          | 3          |            | 569                       |         |           |           | 3          |
| 2002 | 1.752       | ?           | ?           | 3          | 3          |            | 584                       |         | 1         |           | 3          |
| 2003 | 1.739       | ?           | ?           | 3          | 3          |            | 579                       |         |           |           | 3          |
| 2004 | 1.728       | ?           | ?           | 3          | 3          |            | 576                       |         |           |           | 3          |
| 2009 | 1.638       | ?           | ?           | 3          | 3          |            | 546                       |         |           |           | 3          |
| 2013 | 1.650       | ?           | ?           | 3          | 3          |            | 550                       |         |           |           | 3          |
| 2016 | 1.560       | ?           | ?           | 3          | 3          |            | 520                       |         |           |           | 3          |
| 2019 | 1.520       | ?           | ?           | 4          | 4          |            | 380                       |         |           |           | 3          |
| 2021 | 1.530       | ?           | ?           | 4          | 4          |            | 382                       |         |           |           | 3          |